# الحل الأخير

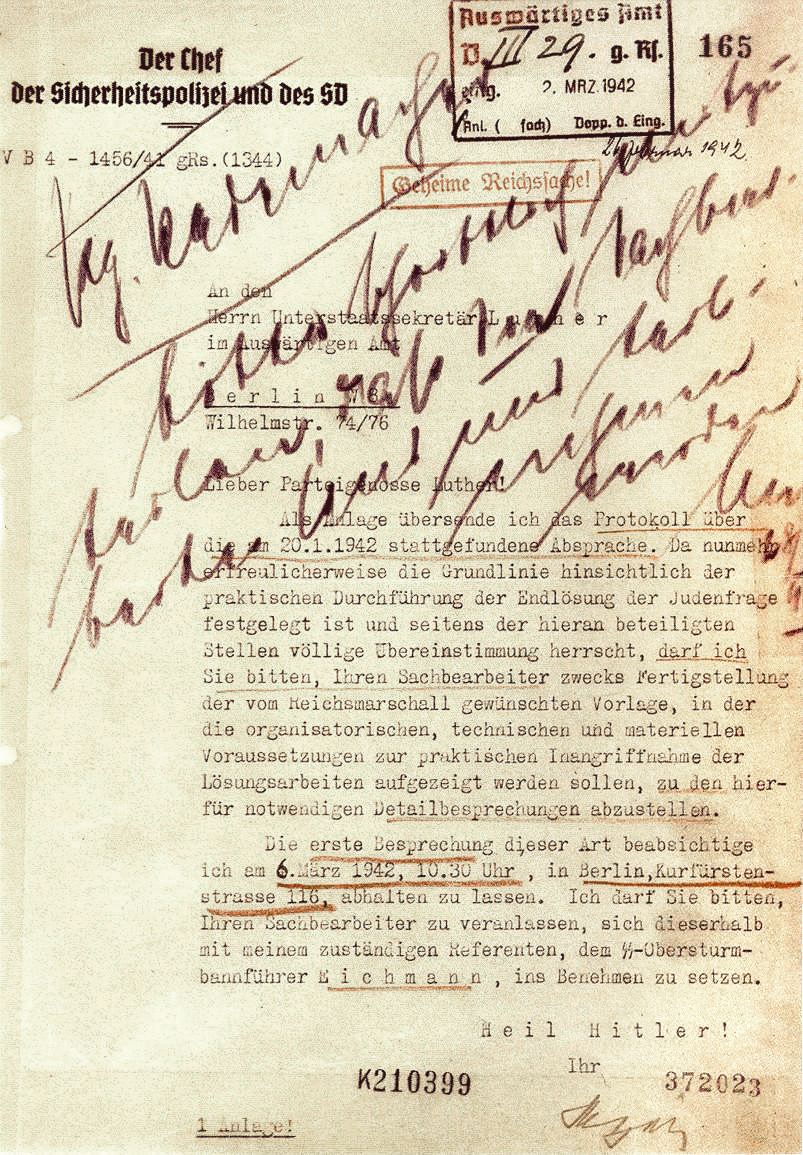
في رسالة إلى مارتن لوثر بتاريخ 26 فبراير/شباط 1942، يتابع راينهارد هايدريش مؤتمر وانسي من خلال طلب المساعدة الإدارية من لوثر في تنفيذ "الحل النهائي للمسألة اليهودية".

الحل الأخير للمسألة اليهودية أو الحل الأخير (بالألمانية:Endlösung der Judenfrage) هو تعبير من لغة الاشتراكية القومية عن الهولوكوست. وهي خطّة ألمانية أطلق تسميتها النازي ادولف ايخمان لمعالجة المشكلة الألمانية المتمثلة في اليهود إبان الحرب العالمية الثانية. استخدم النازيون هذا المصطلح في البداية لوصف عمليات الطرد أو إعادة توطين اليهود التي نظمتها الدولة، والتي كان الألمان المعادون للسامية يطالبون بها منذ عام 1880 تقريبًا. منذ يوليو 1941 فصاعدًا، استخدم النازيون التعبير لوصف هدفهم وهو قتل جميع الأشخاص الذين يعتبرونهم يهودًا في أوروبا وخارجها، وهو ما واصلوا عمله بشكل منهجي حتى استسلم الفيرماخت دون قيد أو شرط. وكان هذا التعبير تعبيراً ملطفاً عن الإبادة المنهجية لليهود من أجل تمويهها خارجياً وتبريرها أيديولوجياً داخلياً. منذ محاكمات نورمبرغ، تم استخدام مصطلح «الحل الأخير» بشكل شبه حصري كاختصار للهولوكوست؛ ولم تعد المعاني الأخرى تلعب دورًا في اللغة الألمانية اليومية. تستشهد العديد من صور الهولوكوست بهذا التعبير في مختلف اللغات مثل الإنجليزية والفرنسية.
وضعت القيادة النازية سياسة الإبادة الجماعية المتعمدة هذه في كانون الثاني/يناير عام 1942 في مؤتمر وانسيي الذي عقد بالقرب من برلين، ووصل الأمر ذروته في الهولوكوست الذي أدى إلى مقتل 90% من اليهود البولنديين، ونحو ثلثي السكان اليهود في أوروبا.
إن طبيعة وتوقيت القرارات التي قادت إلى الحل النهائي هي أحد جوانب المحرقة التي حظيت بالبحث والنقاش المُكَثَّف، فقد تطور البرنامج على مدى الأشهر الـ 25 الأولى من الحرب ليؤدي إلى محاولة قتل كل يهودي في متناول الألمان حتى آخر واحد. يوضّح كريستوفر براوننج بأنّ معظم المؤرخين متفقون على أن الحل النهائي لا يمكن أن يُعزَى إلى قرار واحد تم اتخاذه في نقطة زمنية معينة.
فبعد سقوط فرنسا في عام 1940، وضع أدولف آيخمان خطة مدغشقر لنقل السكان اليهود في أوروبا إلى المستعمرة الفرنسية، إلا أنّ هذه الخطة أُلغيت لأسباب لوجستية، وخاصة الحصار البحري، كذلك وُضِعَت خطط أولية لترحيل اليهود إلى فلسطين وسيبيريا.
في عام 1941 كتب راؤول هيلبيرغ بأنّه في المرحلة الأولى من القتل الجماعي لليهود، بدأت وحدات القتل المتنقلة بمطاردة ضحاياها في جميع أنحاء الأراضي الشرقية المحتلة؛ في المرحلة الثانية، امتد الأمر عبر جميع مناطق أوروبا المحتلة من قبل ألمانيا، حيث جرى إرسال الضحايا اليهود عبر قطارات الموت إلى معسكرات إبادة مركزية بنيت لغرض التنفيذ المنهجي للحل النهائي.

## البداية
نفذت أعمال الاضطهاد والتمييز العنصري ضد اليهود خلال حكم هتلر وعلى عدة مراحل. فبعد تولي الحزب النازي للسلطة، نتج عن العنصرية المدعمة من السلطات قوانين معادية لليهود والمقاطعات و«الفصل بين الآري وغير الآري» ومذابح «ليلة الزجاج المكسور»(Kristallnacht)، والتي هدفت كلها إلى العزل المنظم لليهود عن المجتمع الألماني وطردهم خارج ألمانيا. وبعد اجتياح ألمانيا للاتحاد السوفيتي في حزيران/يونيو 1941، بدأت قوات الأمن الخاصة ووحدات الشرطة (الذين ينشطون كوحدات قتل متنقلة) عمليات القتل التي استهدفت الجاليات اليهودية بأكملها. وفي خريف سنة 1941 دمجت قوات الأمن الخاصة عربات القتل المتنقلة. تلك العربات المجهزة بانبوب الإجهاد حيث أُعيد تركيبها لتضخ غاز أول أوكسيد الكاربون السام للفضائات المغلقة لتقتل هؤلاء المنحصرين داخلها ولتكمل وتواصل عمليات الرمي بالرصاص.
بعد اجتياح الاتحاد السوفيتي بأربعة أسابيع في 1941.17.07 كلف هتلر قائد قوات الأمن الخاصة هملر بالمسؤولية على كل الشؤون الأمنية في الأراضي السوفيتية المحتلة. أعطى هتلر صلاحية شاسعة لهملر للتصفية الجسدية لأي خطر يهدد النظام الألماني القائم. وبعد أسبوعين في الحادي والثلاثين من تموز/يوليو عام 1941، منح هيرمان جويرنج حق إجراء إعدادات لرينهارد هايدريخ، جنرال قوات الأمن الخاصة، وذلك لتنفيذ «الحل الشامل للقضية اليهودية.»
وكان هينريك هيملر يعدّ عراب الإبادة المنظمة التي أودت بحياة الملايين من مدنيي أوروبا. ففي 31 يوليو 1941، أوعز هيرمان غورينغ لجنرال القوات الخاصة الألمانية "SS وحدات النخبة النازية س س" "رینهارد هایدریش" بإعداد الخطوط العريضة، وبأسرع وقت ممكن ما تقتضيه خطة «الحل الأخير» من موارد مالية وبشرية لتنفيذ عملية الإبادة في معسكرات الأعمال الشاقة".
وعقد القادة النازيون اجتماعاً (مؤتمر وانسيي) في العاصمة برلين في 20 يناير 1942 لبحث خطة «الحل الأخير» وكان هذا الاجتماع بمثابة اجتماع تمهيدي لسلسلة اجتماعات لاحقة للوصول إلى نتيجة «الحل الأخير». وفي نهاية الحرب العالمية الثانية، عثر الحلفاء على محضر الاجتماع واستخدم كأدلة دامغة في إدانة قادة الرايخ الثالث أثناء محاكم نورمبرغ.

## المرحلة الأولى: فرق الموت لعملية بارباروسا
أُطلِق على الغزو النازي للاتحاد السوفييتي اسم عملية بارباروسا، بدأت هذه العملية في 22 حزيران/يونيو 1941، وأدّت إلى حرب مدمرة سرعان ما فتحت الباب أمام القتل الجماعي المنظم لليهود الأوروبيين. فبالنسبة إلى هتلر، كانت البلشفية عبارة عن «أحدث وأشد مظاهر التهديد اليهودي الأبدي»، وفي 3 آذار/مارس 1941، كرر رئيس العمليات المشتركة في الفيرماخت (القوات المسلحة الموحدة لألمانيا) ألفريد جودل تصريح هتلر بوجوب القضاء على المفكرين اليهود البلشفيين، وبأن الحرب القادمة ستكون عبارة مواجهة بين ثقافتين متعارضتين تمامًا، وفي أيار/مايو 1941، كتب زعيم الجستابو هاينريش مولر تمهيد للقانون الجديد الذي يحد مقاضاة المحاكم العسكرية للجنود الذين يرتكبون أعمالًا إجراميةً لأنه: «هذه المرة، ستواجه القوات عنصرًا خطيرًا بشكل خاص من السكان المدنيين، وبالتالي، لهم الحق والواجب في حماية أنفسهم».
قام هيملر بحشد نحو 3000 رجل من شرطة الأمن، والجستابو، والشرطة الجنائية، وخدمة الأمن (SD)، وفافن إس إس، كان يطلق عليهم اسم قوات المهمات «أينزاتسغروبن»، للقضاء على كل من الشيوعيين واليهود في المناطق المحتلة. دُعِمَت هذه القوات بـ 21 كتيبة من احتياطي شرطة النظام، مما أدى إلى إضافة 11000 رجل. تنوّعت الأوامر المحددة المعطاة لشرطة النظام بين المواقع، لكن بالنسبة لكتيبة الشرطة 309 التي شاركت في أول عملية قتل جماعية لـ 5500 يهودي بولندي في بياليستوك -المسيطر عليها من قبل الدولة السوفييتية (عاصمة مقاطعة بولندية)- أوضح الرائد فايس لضباطه أن عملية بارباروسا هي عبارة عن حرب تسعى لإبادة البلشفية، وأنّ كتائبه ستعامل جميع اليهود بلا رحمة بغض النظر عن العمر أو الجنس.
بعد عبور خط حدود السوفييت في عام 1941، أصبح ما اعتبر استثنائيًا في الرايخ الألماني الكبير عملًا طبيعيًا في الشرق، حيث انتُهِك الحظر الحاسم ضد قتل النساء والأطفال، ليس فقط في بياليستوك، ولكن أيضًا في غارغزداي في أواخر حزيران/يونيو.
قُتل عدد كبير من النساء والأطفال بحلول تموز/ يوليو خلف خطوط المواجهة ليس فقط من جانب الألمان، وإنما من قبل القوات المحلية الأوكرانية والليتوانية المساعدة أيضًا. وفي اجتماع لضباط إس إس في 29 تموز/يوليو1941 في فيليكا (بيلاروسيا الآن)، تلقّى الأينزاتسغروبن توبيخًا بسبب انخفاض أرقام الإعدامات التي نفذوها، إذ أصدر هايدريش نفسه أمرًا يشمل فيه النساء والأطفال اليهود في جميع عمليات إطلاق النار اللاحقة.
ووفقًا لذلك قُتِل جميع السكان اليهود في فيليكا -رجالًا ونساءً وأطفالًا، وبحلول 12 آب/أغسطس، كان ما لا يقل عن ثلثي اليهود الذين أُعدِموا بالنار في سوراج من النساء والأطفال من جميع الأعمار. وفي أواخر أب/أغسطس 1941 قتل الأينزاتسغروبن 23600 يهودي في مجزرة كامينت بودليسكاي. بعد شهر من ذلك، وقعت أكبر عملية إطلاق نار جماعي لليهود السوفييت في 29-30 أيلول/سبتمبر في وادي بابي يار بالقرب من كييف، حيث قُتِل 33000 يهودي من جميع الأعمار بشكل ممنهج، وفي منتصف تشرين الأول/أكتوبر 1941، كان قد أُبلِغ عن القتل العشوائي لأكثر من 100000 شخص.
بحلول نهاية كانون الأول/ديسمبر1941، وقبل مؤتمر وانسيي، قُتِل أكثر من 439800 يهودي، وفي غضون عامين، ارتفع إجمالي عدد ضحايا الإعدام بالنار إلى ما بين 618000 و800000 يهودي في الشرق.

## المرحلة الثانية: الترحيل إلى معسكرات الإبادة
بدأت أعمال بناء أول مركز للقتل في بيليتش في بولندا المحتلة في تشرين الأول/أكتوبر 1941، قبل ثلاثة أشهر من مؤتمر وانسيي. كان المرفق الجديد يعمل بحلول شهر آذار/مارس من العام التالي، وبحلول منتصف عام 1942، بُنِي اثنين من معسكرات الموت الأخرى على الأراضي البولندية: سوبيبور وتريبلينكا. وقعت في تموز/يوليو 1942عمليات قتل جماعي لليهود البولنديين والأجانب في تريبلينكا كجزء من عملية رينهارد، وهي المرحلة الأكثر دموية في الحل النهائي.
قُتل نحو مليوني يهودي في بولندا المحتلة عند انتهاء عملية رينهارد، وبلغ إجمالي عدد القتلى في عام 1942 في لوبلن/مايدانيك، وبليتش، وسوبيبور، وتريبلينكا 1274166 حسب تقدير ألمانيا نفسها، دون حساب معسكر أوشفيتز بيركينو ولا كولمهوف.
استُخدِمَ التسميم بالزيكلون بي، في بعض مراكز القتل النازية كالأوشفيتز، كما استُخدِمَت غازات العوادم القاتلة من محركات الدبابات المأسورة في بعض المعسكرات.

## مواضيع ذات صلة
- أدولف هتلر
- معسكرات الاعتقال النازية
- هيرمان غورينغ
- الرايخ الثالث
- جوزيف غوبلز
- مؤتمر وانسيي
- أدولف أيخمان
- الحرب العالمية الثانية
- محاكم نورمبرغ
- هينريك هيملر
- جيستابو
- معسكر اعتقال
- الهولوكوست

## وصلات خارجية
- الحل النهائي من موقع ياد فاشيم
- «الحل النهائي»: منطر شامل